# Jernbanegade (Hadsund)
 For alternative betydninger, se Jernbanegade. (Se også artikler, som begynder med Jernbanegade)
Jernbanegade er en gade i det centrale Hadsund. Gaden er 1 km lang og anlagt i 1900 i forbindelse med Hadsund Nord Station (1900-1969). Navnet betyder gaden ved jernbanen. på Jernbanegade ligger byen busterminal, samt to dagligvarebutikker Fakta A/S og Rema 1000.
Gaden tager sin begyndelse i krydset med Doktorbakken og løber i en østlig retning langs det tidligere baneområde. Herefter slår gaden en sving mod nordøst og møder i et kryds Østergade.
Jernbanegade fik sit endelige navn efter at sognerådet i Skelund-Visborg og Vive blev approneret og underskrevet af Thomas Gunnisen den 10. oktober 1923.

## Beliggenhed
Jernbanegade ligger i Hadsunds centrale bydel. Jernbanen kom oprindeligt ind i byen fra nordøst, og stationen blev lagt for sig selv lidt fra hovedgaden, der havde færgeforbindelse over Mariager Fjord længere vestpå i byen. Nær stationen lå dels et ølbryggeri, dels et kalkværk.
Senere blev jernbanen og en vejforbindelse ført over Mariager Fjord , hvorved Hadsund blev delt: en del knyttet til den gamle hovedgade, en anden knyttet til baneforbindelsen. Først ved et mindre gadegennembrud i nyere tid blev de to bydele forenet på en heldigere måde.

## Beskrivelse
Vejen er tosporet med én kørebane i hver retning og fortov i begge sider.

## Betydning
I 1960 havde købmand Kjeldgaard en købmandsbutik i Jernbanegade . Fra gaden er der adgang til et villakvarter via Jyllandsgade, Sjællandsgade og Tykkenkærvej. Gaden giver også adgang til Hadsund Kirke og Hadsund Kulturcenter via Jyllandsgade, som er en villa- og forbindelsesvej. Jernbanegade blev grundlagt i 1900 ved jernbanestationen til den nye Aalborg-Hadsund Jernbane.
Den har forbindelse til Sekundærrute 541 og Sekundærrute 507 via en rundkørsel for enden af Doktorbakken. Jernbanegade ligger syv meter fra rundkørslen.

## Historie
Gaden var fra 1900 til 1969 en vej til eller fra Hadsund Nord Station, hvor jernbanen Aalborg-Hadsund Jernbane lå, og jernbanen gik langs gaden. Således var forholdene til den 1. april 1969, hvor jernbanen blev nedlagt. Få år efter blev der anlagt en ny vej til Als på samme stækning, som jernbanen havde ligget; afstanden mellem Jernbanegade og den nye vej (Alsvej) er 10 til 15 meter.
Cykelstien på Jernbanegade og videre langs Alsvej er på den gamle bane. Da den blev nedlagt, blev den til sti. Der var træer på begge sider af stien. Mellem Jernbanegade og Østre Allé har der ligget et gammelt vogterhus. Der boede en familie med 4-5 børn. De boede der, til huset skulle rives ned i forbindelse med at Alsvej skulle laves.
I 1985 blev Hadsund Nord Station jævnet med jorden, da der skulle bygget en rutebilstation.